# Sig Ohlemann
Sigmar Karl „Sig“ Ohlemann (* 11. Mai 1938 in Kassel, Deutsches Reich; † 6. November 2022 in Eugene, Vereinigte Staaten) war ein kanadischer Mittelstreckenläufer und Sprinter deutscher Herkunft.

## Biografie
Sig Ohlemann wanderte 1953 mit seiner Familie von Deutschland nach Kanada aus. Die Familie lebte in Vancouver, wo Ohlemann die King Edward High School besuchte und während dieser Zeit mit der Leichtathletik begann. 1958 erhielt er ein Stipendium an der University of Oregon. Ein Jahr später wurde er bei den Panamerikanischen Spielen in Chicago Siebter über 800 m. 
Bei den Olympischen Spielen 1960 in Rom schied er über 800 m im Vorlauf aus und erreichte in der 4-mal-400-Meter-Staffel das Halbfinale. In der 4-mal-100-Meter-Staffel sprang er im Halbfinale für Harry Jerome ein und schied mit der kanadischen Stafette aus. Bei der Abschlussfeier war er Fahnenträger der kanadischen Mannschaft. 1962 machte er seinen Abschluss an der Universität.
1963 gewann er bei den Panamerikanischen Spielen in São Paulo Silber über 800 m.
1959 und 1960 wurde er Kanadischer Meister über 800 m und 1963 über 440 Yards.
Nachdem er nicht mehr für die Olympischen Sommerspiele 1964 nominiert worden war, blieb Ohlemann in Oregon und arbeitete bei Boise Cascade und Eagle Forest Products.

## Persönliche Bestzeiten
- 440 Yards: 48,7 s, 1961 (entspricht 48,4 s über 400 m)
- 880 Yards: 1:48,0 min, 22. Juni 1962, Walnut